# Браун, Эдвард Гранвил
Эдвард Гранвил Бра́ун (англ. Edward Granville Browne; 1862, Глостершир, Великобритания — 1926, Кембридж, Великобритания) — британский писатель и востоковед, опубликовавший бесчисленное количество статей и книг академического уровня, в основном в областях истории и литературы.

## Научный вклад
Его работы ценятся за их академичность, уникальность и стиль. Научная ценность его работ была признана при его жизни и, даже больше, после его ухода.
Он публиковал работы по тем областям науки, которые у иных западных учёных в той или иной степени всё ещё находятся в стадии изучения. Он использовал язык и стиль, которыми высказывал высокое уважение, даже, прежде всего, к тем, кого он лично не рассматривал в позитивном свете. В своей работе «Год среди Персов» (1893) он описал наиболее трагический образ Персидского общества, который западные люди видели до того, включая откровенный рассказ о воздействии опиума. Эта работа не получила должного внимания при первой публикации, но после его смерти в 1926 году была переиздана, став классикой Английской литературы о путешествиях. Он также опубликовал первый том «Истории литературы Персии» в 1902 году с последующими томами в 1906, 1920 и в 1924 годах. До конца двадцатого столетия эта работа оставалась эталоном и авторитетным источником в этой области.

## Изучение Бабитского движения
В то время, когда почти весь персидский народ относился с большим подозрением к иностранцам, в особенности к британским и русским людям, вследствие политических настроений того времени, Э. Г. Браун был благосклонно принят местной публикой, хорошо знавшей его и его работы.
Большинство его публикаций относятся к Персии (ныне именуемой Ираном) как в области истории, так и в области литературы. Лучше всего он известен своими документальными и историческими рассказами о движении Бабидов, принятыми по эстафете от Жозефа Артюра де Гобино. Он опубликовал два своих перевода историй о движении Бабидов и описал несколько новых взглядов западных людей на раннюю историю Бабидов и Бахаи.
Его хорошо помнят и сегодня: в честь него названа одна из улиц в Тегеране, на которой до сих пор стоит памятник Брауну, сохранившийся даже после Иранской революции 1979 года.
Важно упомянуть, что Э. Браун не был Бахаи, он был востоковедом. Его интерес к движению Бабидов был вызван книгой Гобино, на которую он наткнулся в библиотеке Кембриджа во время поиска материалов о движении Суфиев.
Браун перевел книгу «Записки Паломника», которая была написана Абдул Баха, потому что он был очарован развитием исторических перспектив Нового Проявления, и он сопроводил это издание большим предисловием и приложениями.

## Педагогическая деятельность
В 1902 году Браун занял кафедру Адамсовского профессора арабского языка в университете Кембриджа. В университете Кембриджа Браун был в основном ответственен за создание школы живых восточных языков в связи с обучением государственных служащих для посольств в Египте, Судане и Ливане.

## Награды и почести
- Персидский орден Льва и Солнца.[2]

## Семья
В 1906 году женился. В браке родилось двое сыновей: Патрик и Эдвард Андрю Майкл, который позже стал знаменитым адвокатом и судьёй Верховного Суда Англии.

## Печатные труды
- Browne, Edward Granville. A Literary History of Persia (4 volumes) (англ.). — Bethesda, MD: Ibex Publishers, 1997.
- Browne, Edward Granville. Selections from the Writings of E.G. Browne on the Bábí and Bahá'í Religions, ed. M. Momen (англ.). — Oxford, UK: George Ronald, 1987. — ISBN 0853982473.
- Religious Systems of the World: A Contribution to the Study of Comparative Religion (London: Swann Sonnenschein), «The Bab», by E.G. Browne, pp. 335.
- BÁBISM, by Edward G. Browne.
- `Abdu'l-Bahá, (Browne, E.G., Tr.). A Traveller's Narrative: Written to illustrate the episode of the Bab (англ.). — Cambridge University Press, 1891.
- `Abdu'l-Bahá, (Browne, E.G., Tr.). A Traveller's Narrative: Written to illustrate the episode of the Bab (англ.). — 2004 reprint, with translator's notes. — Los Angeles, USA: Kalimát Press, 2004. — ISBN 1-890688-37-1.
- A YEAR AMONGST THE PERSIANS — IMPRESSIONS AS TO THE LIFE, CHARACTER, & THOUGHT OF THE PEOPLE OF PERSIA — Received during Twelve Months' Residence in that Country in the Year 1887—1888.
- The Persian Revolution of 1905—1909, by Edward G. Browne, with a new introduction by Abbas Amanat in the Persia Observed series by Mage Publishers (1995, 2006)
- E.G. Browne. Literary History of Persia. (Four volumes, 2,256 pages, and twenty-five years in the writing). 1998. ISBN 0-7007-0406-X
- A Summary of the Persian Bayan is a Section 3 (pages: 316—406) of the book «Selection from the Writings of E. G. Browne on the Babi and Baha’i Religions» by Moojan Momen (Oxford: George Ronald, 1987. ISBN 0-85398-247-3, ISBN 0-85398-246-5)
- «Персидский Байан. Конспект» («Selection from the Writings of E.G. Browne on the Babi and Baha’i Religions» стр. 316—406) Перевод с английского, издательство «Фолиантъ», Казань, 2002, 2006, ISBN 5-94990-001-4, 120 с.